# Te Māngai Pāho
Te Māngai Pāho är en nyzeeländsk statlig organisation ansvarig för marknadsföring av maorispråk och kultur genom att finansiera maorispråkiga program på radio och TV.